# Schloss Schlossau

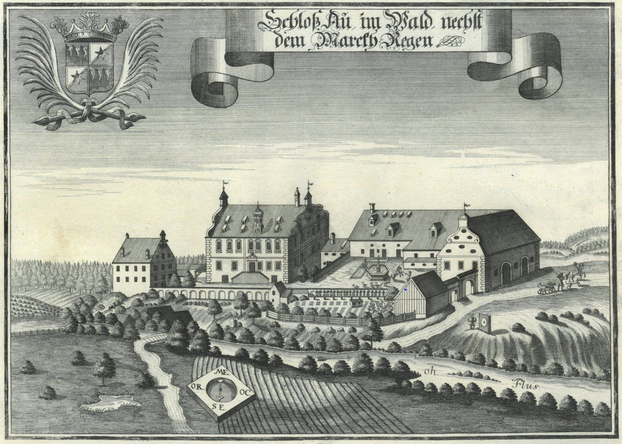
„Schloß Au im Wald nechst dem Marckh Regen“ nach einem Stich von Michael Wening von 1726

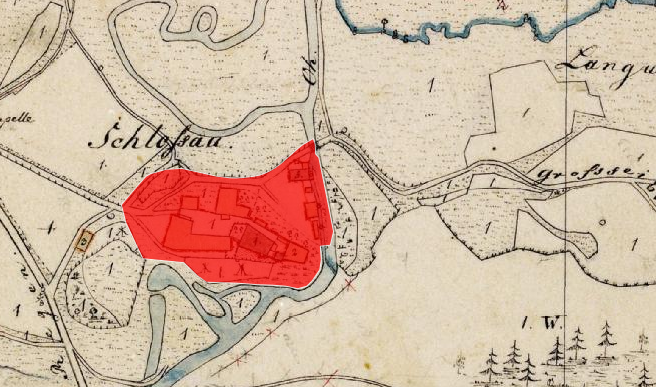
Lageplan von Schloss Schlossau auf dem Urkataster von Bayern

Das abgegangene Schloss Au liegt in dem gleichnamigen Ortsteil Schlossau, der zur Stadt Regen gehört, der Kreisstadt des niederbayerischen Landkreises Regen. Die denkmalgeschützten Reste des ehemaligen Hofmarkschlosses liegen südlich des Forsthauses von Schlossau und sind als Baudenkmal unter der Aktennummer D-2-76-138-98 eingetragen. Hier werden ebenso untertägige archäologische Befunde als Bodendenkmal unter der Aktennummer D-2-7044-0004 mit der Beschreibung „untertägige Befunde im Bereich des mittelalterlichen Burgstalls und des abgegangenen frühneuzeitlichen Hofmarkschlosses Schlossau“ angegeben.

## Baulichkeit
Wie auf einem Stich von Michael Wening zu sehen ist, stand hier oberhalb der Schlossauer Ohe auf einer Fläche von etwa 200 × 100 m einmal eine mehrteilige Hofmarks- und Schlossanlage. Der im Süden gelegene dreigeschossige Schlossbau mit Eckrustizierungen besaß ein Satteldach mit Dachgauben, sieben Fensterachsen, zwei Dachreitern und einen mittig angesetzten Uhrturm. Im Westen lag ein L-förmiges Wirtschaftsgebäude mit einem barocken Schweifgiebel, von dem aus eine Mauer mit Eingangstoren zu einer Scheune führte. In der Ostecke befand sich ein schlichteres Gebäude unbekannter Bestimmung. Dazwischen verlief eine Mauer mit Bögen.
Die barocke Schlossanlage wurde nach dem Dreißigjährigen Krieg von Albrecht Sigmund Freiherr von Donnersberg erbaut. Am 16. August 1742 wurde sie von den Panduren unter dem Kommando von Oberst Franz von der Trenck zerstört, danach aber wieder neu errichtet. 1854 ist der Schlossbau abgebrannt und wurde nicht mehr aufgebaut. Unter seinem letzten Besitzer Markus Freiherr von Schnurbein wurde das Schloss 1908 bis auf wenige Reste abgerissen.
Erhalten sind noch Mauerreste der ehemaligen Schlossanlage aus Bruchsteinen mit einer Eckquaderung aus dem 16. Jahrhundert. Die Kelleranlage des ehemaligen Herrenhauses ist heute von Zubauten des Forsthauses überbaut. Das Eingangstor wurde beim Abriss der Schlossanlage demontiert und als Hoftor für den Bauernhof Schwaighof westlich von Regen in der Nähe von March wiederverwendet.

## Geschichte
Das Schloss war ab dem 16. Jahrhundert das Verwaltungszentrum der vier zu einem Komplex zusammengefassten Hofmarken Au, Zell, Höllmannsried (heute ein Ortsteil von Kirchberg im Wald) und March; dieser Verbund bestand bis zum Anfang des 19. Jahrhunderts. Dieses Gebiet, das ursprünglich zu dem Kloster Niederaltaich gehörte, wurden von Dienstleuten des Klosters, meist aber von Ministerialen der Grafen von Bogen bzw. deren Nachfolger, den Wittelsbachern, „entfremdet“. Zu nennen sind die Herren von Lentzenried, die sich in dieser Gegend Besitz aneigneten, vorwiegend in Lentzenried. Als erster zu nennen ist ein „Bertholdus de Leuzenriede“, der als Zeuge am 9. Oktober 1264 genannt wird. Diese Familie ist vielfach bis zur Mitte des 15. Jahrhunderts bezeugt. 1242 wird ein Klosterlehen von Niederaltaich an den Herhard von Leutzenried gegeben (una curia in der Awe aput castrum Weizzenstain). 1254 wird diese „curia“ als im Besitz des Cellerarius von Rinchnach bezeichnet. Es wird vermutet, dass dies der spätere Herrenhof der Hofmark Schlossau war. 
Ende des 13. Jahrhunderts existiert ein Geschlecht, das sich nach dem Sitz in der Au nennt, nämlich die Auer. Ein Chunricus Auer wird dabei als Zeuge bei dem Verkauf der Herrnmühle bei Rinchnach genannt. Ein Wernicus Auer taucht 1311 in der Ottonischen Handfeste auf, dem damals offiziell die Hofmarksrechte über Schlossau zugesprochen wurden. Danach folgen die Wenger auf die Auer. In einer Urkunde vom 17. Mai 1468 erscheint ein „Eberhartt Wennger vom Ramersperg zw Awe“, der mit Abt Wolfgang Pausinger einen Gütertausch vornimmt. Die Wenger hatten ihr Gut Ramelsberg 1448 an Christoph Pfaller verkauft und danach das Herrschaftsgut Au erworben. 1494 erscheint ein Eberhard Wenger zu Au als Siegler eines Vertrags, ein Wolfgang Wenger tritt 1508 und 1511 auf, sein Sohn Sebastian Wenger noch 1537. Mitte des 16. Jahrhunderts brachten die Wenger auch die Hofmark March in ihren Besitz. Sebastian Wenger dürfte keine männlichen Erben gehabt haben und so gingen beide Hofmarken auf dem Heiratsweg an den Christoph Pfaller zu Ramelsberg. Ab 1558 sind Hans Christoph und danach Hanns Georg Pfaller als Besitzer ausgewiesen. Nachdem Hanns Georg Pfaller am 1. März 1615 ohne männlichen Erben verstorben war, ging der Besitz an seine Töchter Maria Elisabeth und Anna Sophia über. Maria Elisabeth heiratete 1621 Hans Rudolf Thanner und dieser wird 1628 als Besitzer der Hofmarken Au und March genannt. 1636 kaufte Christoph Joachim Dengler, der Gatte der Anna Sophia Pfaller, den Hofmarksbesitz von den Thannerschen Vormündern. 1639 ist dieser in der Landtafel als Hofmarksbesitzer eingetragen. 
Nach 1651 folgen die Freiherrn von Donnersberg als hiesige Besitzer. Als erster ist Ignatius Freiherr von Donnersberg in der Landtafel eingetragen. Nach seinem Tod († 26. Juli 1673) gingen Au und March an Albrecht Sigmund von Donnersberg über und 1724 an eine Johanna Franziska Freifrau von Donnersberg. Der Letzte der Donnersberger auf Au und March ist Franz Anton, der in den Landtafeln 1730 und 1737 genannt wird. Er starb ohne Leibeserben, zudem wurde das Schloss durch die Panduren 1742 zerstört. Durch einen Gantkauf kam der ganze Besitz an Friedrich Dominik Freiherr von Widmann. Von ihm gelangte der Besitz an seinen Sohn Raphael Alois Freiherr von Widmann auf Rappenzehl. Am 31. Dezember 1785 verkauften er und seine Gemahlin Elisabeth die Hofmarken an Johann Georg von Hafenbrädl, Spross einer bekannten Glasmacherfamilie im Böhmischen Wald. 1798 gingen die Hofmarken auf dessen Tochter Elisabeth Freiin von Hafenbrädl über. Am 9. Juli 1814 trat sie, die ihren Hauptsitz in Deffernik hatte, ihre Güter an ihren Neffen Emanuel Freiherr von Hafelbrädl, der bis dahin ihr Gutsadministator war, ab. Ihm wurden am 18. April 1824 die zuvor umstrittenen Hofmarksrechte wieder zugesprochen, aber einen Tag später verkaufte er die assoziierten Hofmarken March und Zell an Staatsminister Maximilian von Montgelas, Au behielt er aber für sich. Der in Böhmisch Eisenstein wohnende Franz Xaver von Hafenbrädl verkaufte 1839 seinen Besitz zu Au dem Realitätenbesitzer Johann Barnassoi zu Frankenfels. Dieser verkaufte den Großteil an den Brauer Felix Hilz von Osterhofen, der Rest des Gutsbesitzes wurde zertrümmert und an Bauern verkauft. 

Schloss Schlossau auf einer Postkartenansicht von 1905

1907 wurde Schloss Au von Markus Freiherr von Schnurbein erworben, der das verfallene Schlossgebäude 1908 abreißen ließ. Seine Nachfolger Cornelia und Frank von Schnurbein führen auf dem Schlossareal ein Feriendorf, das seit 1975 besteht.